# 查斯拉夫·格鲁比奇
查斯拉夫·格鲁比奇（羅馬化：Časlav Grubić，1952年6月20日—），塞尔维亚男子手球运动员。他曾代表南斯拉夫国家队参加1982年和1986年世界男子手球锦标赛，获得一枚金牌和一枚银牌。